# کولاشین
شهر کولاشین (به روسی: Колашин) در کشور مونته‌نگرو واقع شده‌است. جمعیت این شهر ۲٫۸۰۷ نفر  است. در تاریخ سده ۱۷ (میلادی) به عنوان شهر شناخته شد.

## نگارخانه

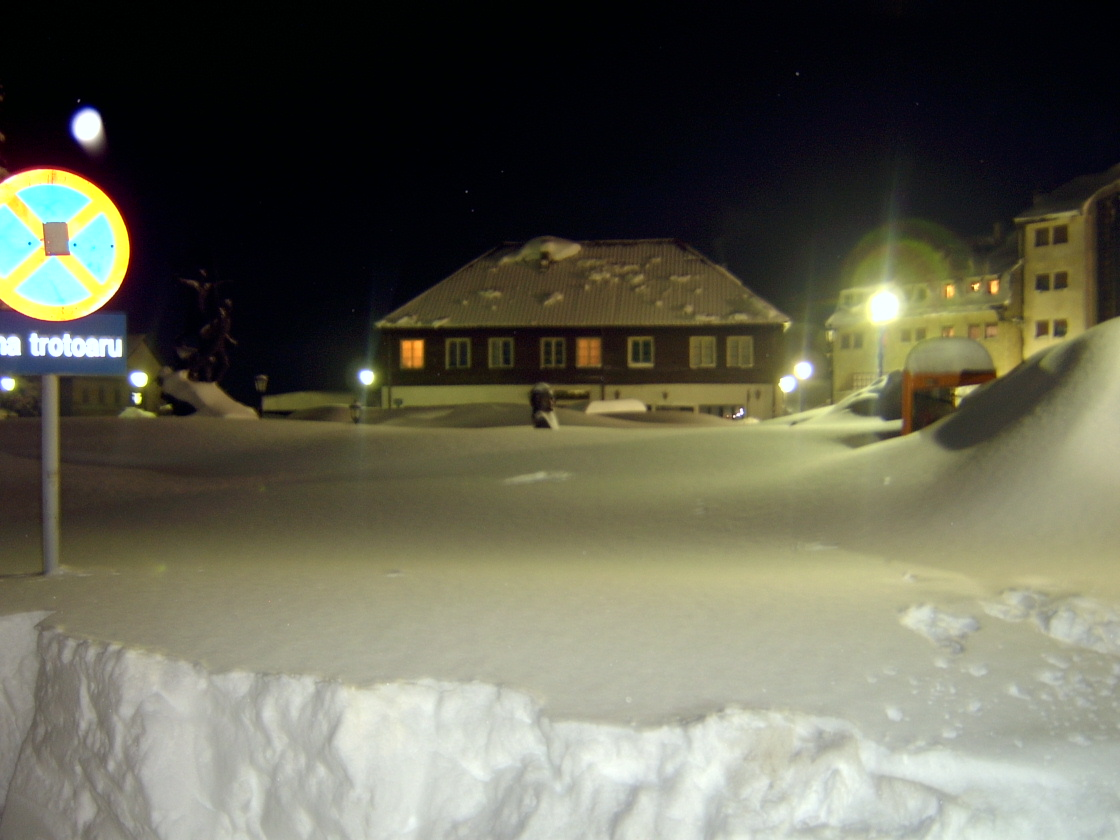
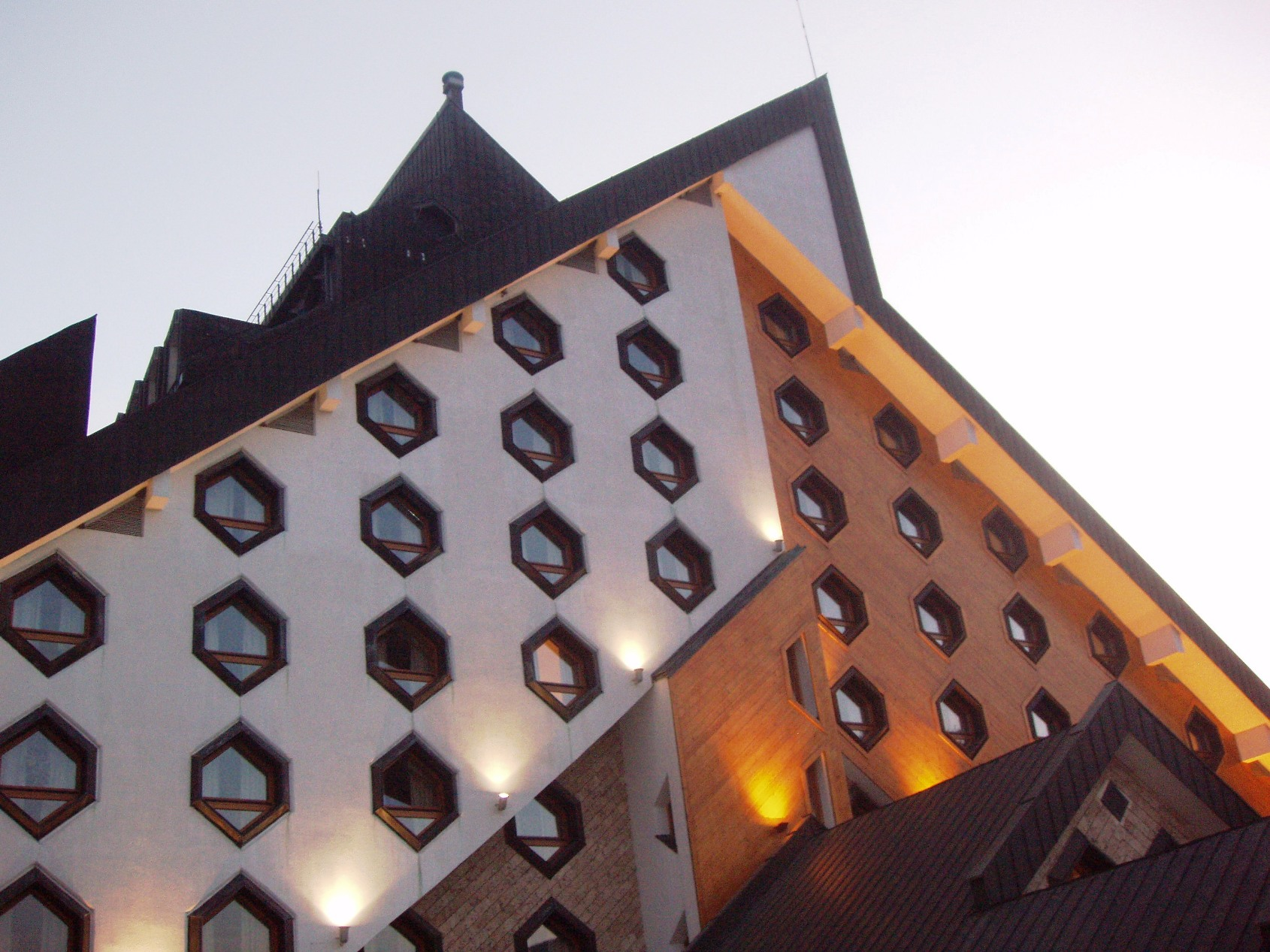
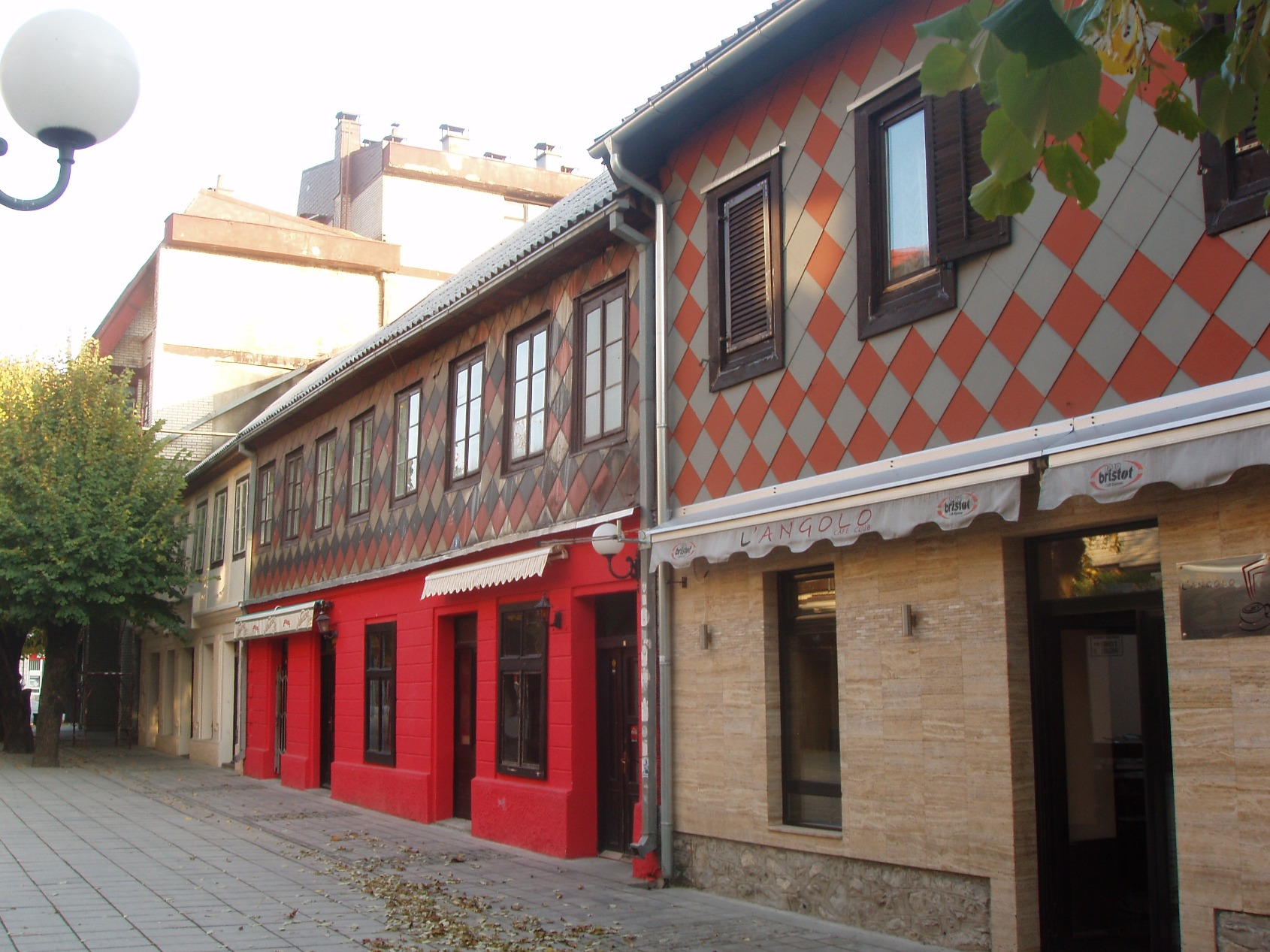
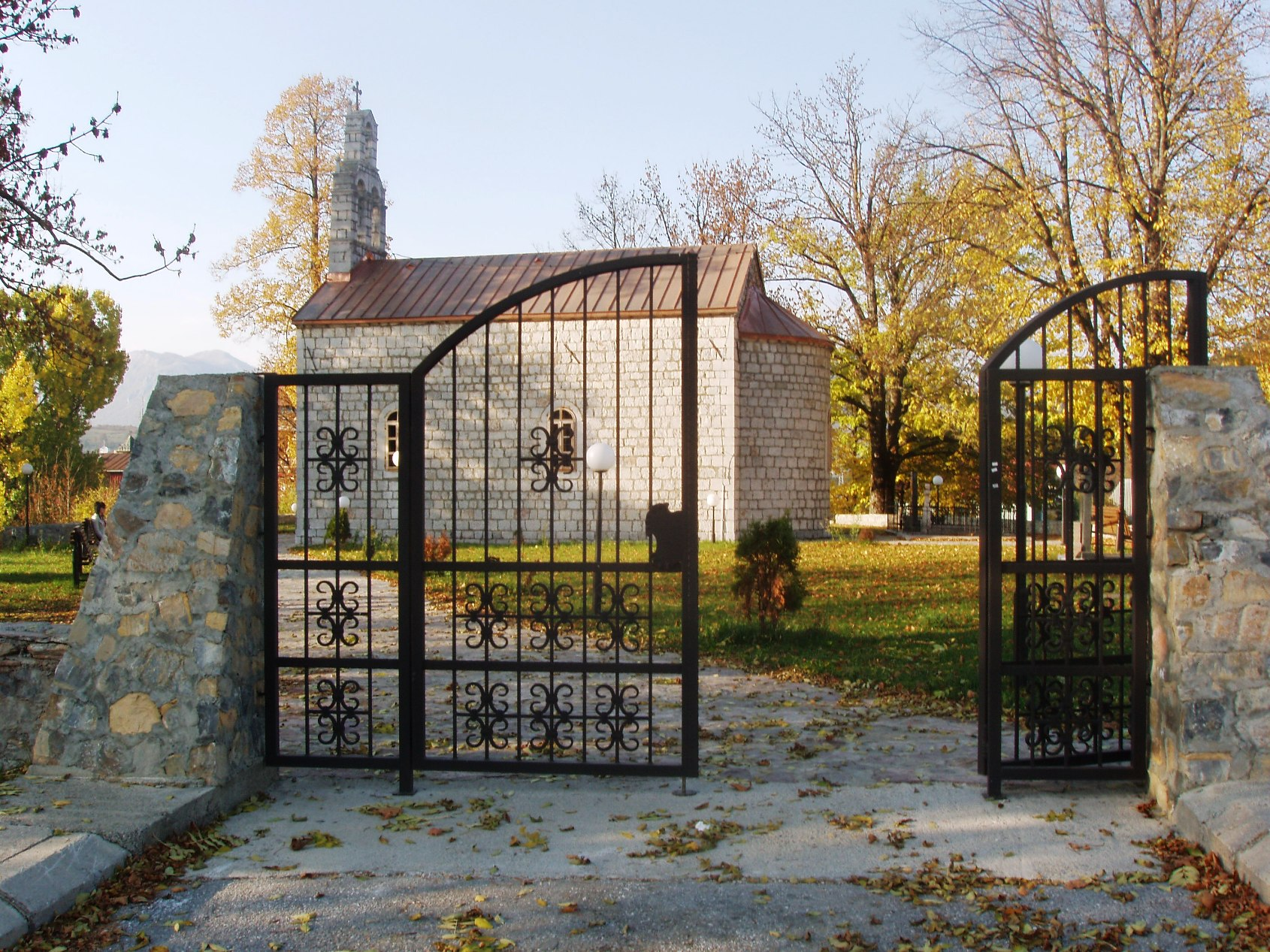
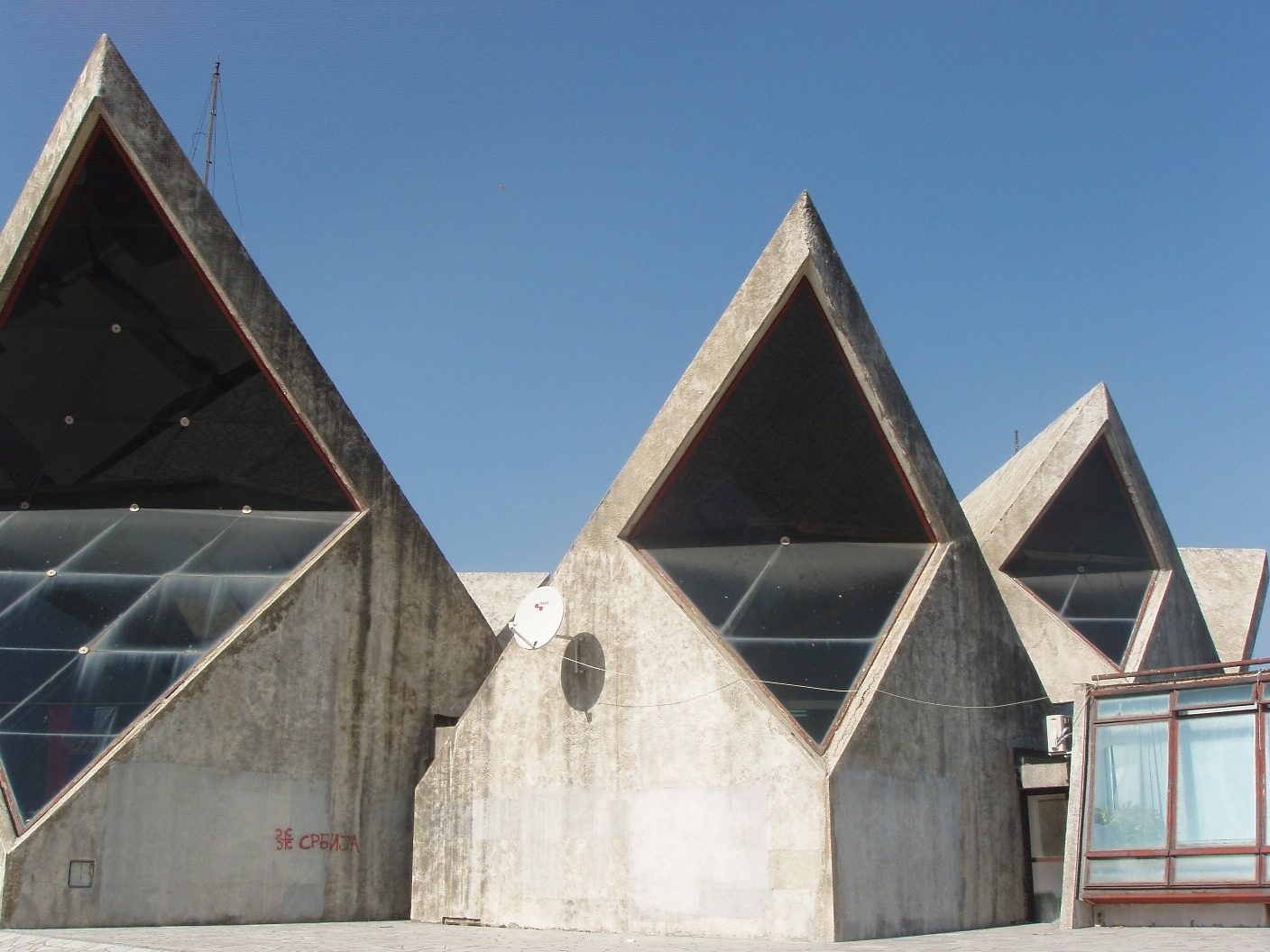
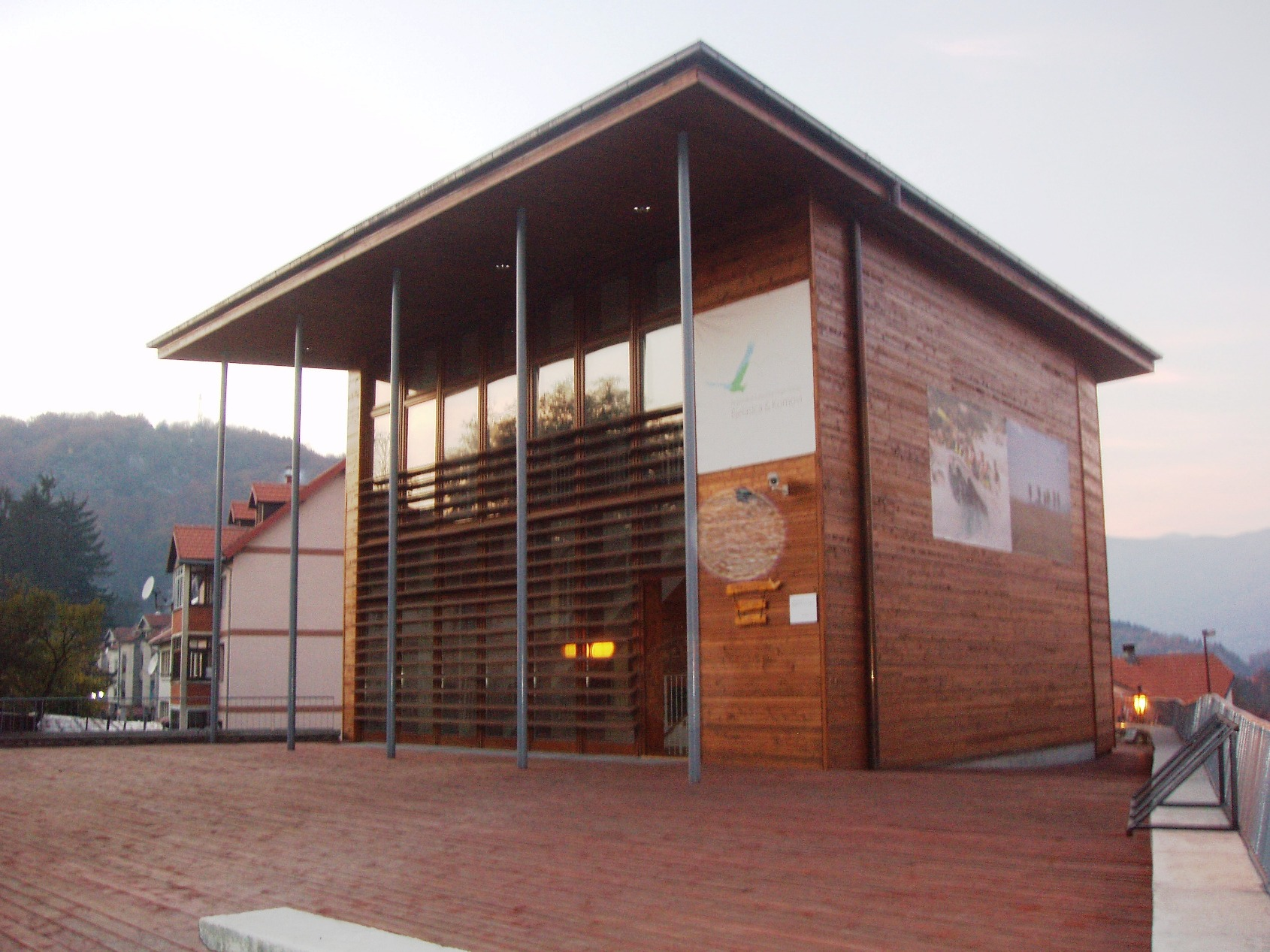
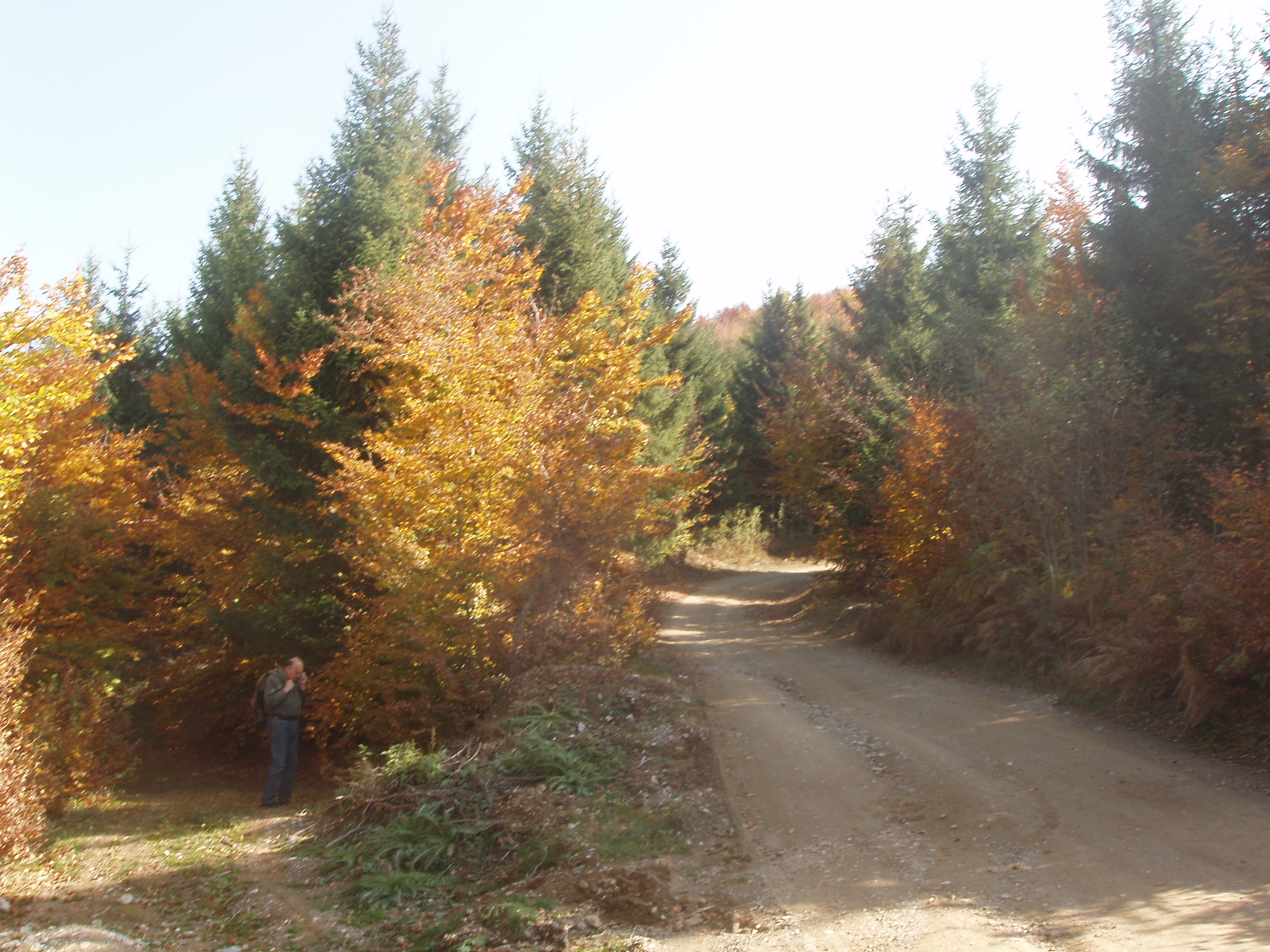